# Kai Ikada
Kai Ikada (伊科田海 Ikada Kai?, nacido en la ciudad de Kitami, Hokkaidō) es un mangaka japonés conocido principalmente por ser el creador de la serie Dosanko Gal wa Namara Menkoi. También esta activo bajo el nombre de Umi Masuda.

## Carrera profesional
En una entrevista, Ikada mencionó que le ha gustado dibujar desde que era pequeño argumentando: «No tengo un desencadenante claro, pero tenía una idea muy vaga de que me convertiría en dibujante de manga». Vivió en Kitami hasta el instituto y luego se trasladó a la ciudad de Sapporo para dedicarse a ser mangaka.
En 2016, bajo el nombre de Umi Masuda, ganó el 1.er Premio NEXT CHAMPION al novato del año por su one-shot Fall Out. Ese mismo año, serializó Psycho Load brevemente en Shūkan Shōnen Champion de Akita Shoten; de 2017 a 2018, se serializó Great Old: Dragon no Tsukuri-kata (GREAT OLD〜ドラゴンの創り方〜』 GREAT OLD 〜 Doragon no Tsukuri-kata 〜?) y logró recopilarlo en tres volúmenes tankōbon.
Justo antes de la fecha límite, se enteró de la Caravana Jump Scout 2018 y dibujó Instant Gal Menko-chan (インスタントギャルメンコちゃん Insutanto Gyaru Menko-chan?) en cinco días y lo presentó al equipo editorial itinerante. La obra ganó la Copa Caravana representante de Hokkaido y se convirtió en el precursor de Dosanko Gal wa Namara Menkoi.
En enero de 2019, se publicó la versión de lectura Dosanko Gal wa Namara Menkoi. Debido a su popularidad, se decidió serializarlo, y fue lanzado en Shōnen Jump+ de Shūeisha desde el 4 de septiembre de 2019.

## Vida personal
Su objetivo futuro como dibujante es «publicar 100 cómics en su vida».

## Trabajos

### Obras serializadas
- Psycho Load (2016) — Serializado brevemente en la revista Shūkan Shōnen Champion.
- Great Old: Dragon no Tsukuri-kata (GREAT OLD〜ドラゴンの創り方〜』 GREAT OLD 〜 Doragon no Tsukuri-kata 〜?) (2017-2018) — Serializado en la revista Shūkan Shōnen Champion.
- Dosanko Gal wa Namara Menkoi (道産子ギャルはなまらめんこい Dosanko Gyaru wa Namara Menkoi?, lit. Esa gal de Hokkaido es demasiado linda) (2019-presente) — Serializado en la revista en línea Shōnen Jump+.[1]

### One-shots
- Fall Out (2016) — Ganador del Premio NEXT CHAMPION al novato del año. Bajo el nombre de Umi Masuda.[2]
- Instant Gal Menko-chan (インスタントギャルメンコちゃん Insutanto Gyaru Menko-chan?) (2018) — Ganador de Caravana Jump Scout 2018 como representante de Hokkaidō. Precursor de Dosanko Gal wa Namara Menkoi.[3]
- Kanojo wa Mizumizushī (彼女はみずみずしい?) (2019) — Publicado en Shonen Jump+.
- Shujinkō e no Michinori @Izumi Hikari (主人公への道のり＠泉ひかり?) (2019) — Ilustrado por Takeshi Sakurai; publicado en Shonen Jump+. Usado como campaña de colaboración con TikTok.
- Dosanko Gal wa Namara Menkoi (道産子ギャルはなまらめんこい Dosanko Gyaru wa Namara Menkoi?, lit. Esa gal de Hokkaido es demasiado linda) (2019) — Publicado en Shonen Jump+. Versión usada como capítulo 0 de la serie, que pasaría a serializarse más tarde.[4]